# Nyikoa limbe
Nyikoa limbe är en spindelart som beskrevs av Huber 2007. Nyikoa limbe ingår i släktet Nyikoa och familjen dallerspindlar. Inga underarter finns listade i Catalogue of Life.